# Xã Anderson, Quận Thurston, Nebraska
Xã Anderson (tiếng Anh: Anderson Township) là một xã thuộc quận Thurston, tiểu bang Nebraska, Hoa Kỳ. Năm 2010, dân số của xã này là 161 người.